# Villalobos (Spagna)
Villalobos è un comune spagnolo di 312 abitanti situato nella comunità autonoma di Castiglia e León.